# Celeste... no es un color
Celeste... no es un color es una revista musical, escrita por Roberto Romero, con música de Gregorio García Segura y estrenada en el Teatro La Latina de Madrid el 7 de noviembre de 1991. La obra se mantuvo en cartel hasta diciembre de 1993. 

## Argumento
La llegada a la tierra de un ángel celestial va a provocar una sucesión de situaciones cómicas y equívocos inesperados desde que decide encarnarse en el cuerpo de Celeste, una mujer hacendosa y cordial pero a la que todo se le vuelve en contra.

## Elenco
- Lina Morgan ................ Celeste
- Paloma Rodríguez ........ Sole
- Luis Perezagua/Arturo Querejeta ............. Pepe
- Marisol Ayuso.............. Marga
- Antonio Caro ............... Manuel
- Pepe Cela .................... Marciano

## Ficha Técnica
- Dirección: Víctor Andrés Catena
- Libro: Roberto Romero
- Música original: Gregorio García Segura
- Escenografía: Wolfgang Burman.
- Coreografía: Jorge Borré.
- Vestuario: Cornejo

## Números musicales
- "En el cielo"
- "¡Dame coco, Darío!"
- "¡Viva América!"
- "Lina de Madrid"
- "Clases de música"
- "Celeste"
- "Suite española"
- "Milonga, milonguita, milonguera"
- "Que siga el tango".

## Emisión para televisión
Televisión Española transmitió una representación de la revista el 25 de diciembre de 1993 con audiencia de 9.518.000 espectadores.